# Vu (magazine)
Pour les articles homonymes, voir VU.
Vu (typographié VU) est un hebdomadaire français d'information illustré, créé et dirigé par Lucien Vogel, qui parut du 21 mars 1928 au 5 juin 1940, soit plus de 600 numéros. D'une conception novatrice, il propose en 1931 un supplément autonome intitulé Lu, revue de presse internationale traduite en français. L’influence de ce magazine se fit sentir jusqu'aux États-Unis.

## Ligne éditoriale

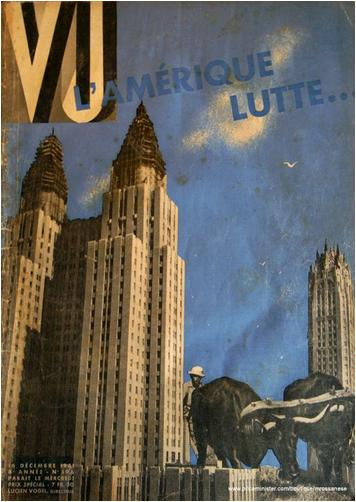
La maquette évolue, l'image de Une devient plein cadre : ici un photomontage de janvier 1931.

La conception de la mise en page est révolutionnaire, bien qu'en partie inspirée du Berliner Illustrierte Zeitung. La place centrale accordée à la photographie en fait le premier grand hebdomadaire systématiquement illustré d'images, alors que l'Illustration peine à se renouveler, et que déjà L'Intransigeant et Paris-Soir, quotidiens populaires, en font un argument de vente, imitant en cela La Vie au grand air et Excelsior, réellement pionniers (1898 et 1910).
Cette nouvelle forme de journalisme écrit offrant la primauté à l'image bénéficie de l'utilisation au début des années 1930 de l'héliogravure, procédé d'impression en creux performant, adapté aux tirages de haute qualité pour la presse ; mais aussi par le fait que VU répond à une demande d'images croissante de la part des lecteurs.
La rédaction en chef est fluctuante : entre 1928 et 1937, on ne compte pas moins d'une trentaine de personnalités dont Carlo Rim (1930-1934), Louis Martin-Chauffier...
Les locaux étaient situés au 65-67 avenue de Clichy-sous-bois, dans le 93, sous la raison sociale Les Illustrés bavarois.
Vogel est un homme de presse expérimenté et exigeant. II avait lancé la Gazette du bon ton, l'Illustration des modes et le Vogue français. En esthète éclairé par les mouvements artistiques de son temps, il avait été commissaire du pavillon soviétique à l’Exposition internationale des Arts décoratifs et industriels modernes de 1925 et était sensible au constructivisme. Il donne au magazine une ligne graphique moderne. Un grand format (28 × 37 cm), un logotype créé par Cassandre, une direction artistique confiée à Alexander Liberman à partir de 1933, sans oublier un photomontage audacieux (initié par Marcel Ichac), parfois de grande qualité artistique, le recours à la mise en abyme, l'opposition, bref du rythme, autant de prouesses graphiques qui apportent du dynamisme à la mise en pages.

## Engagement

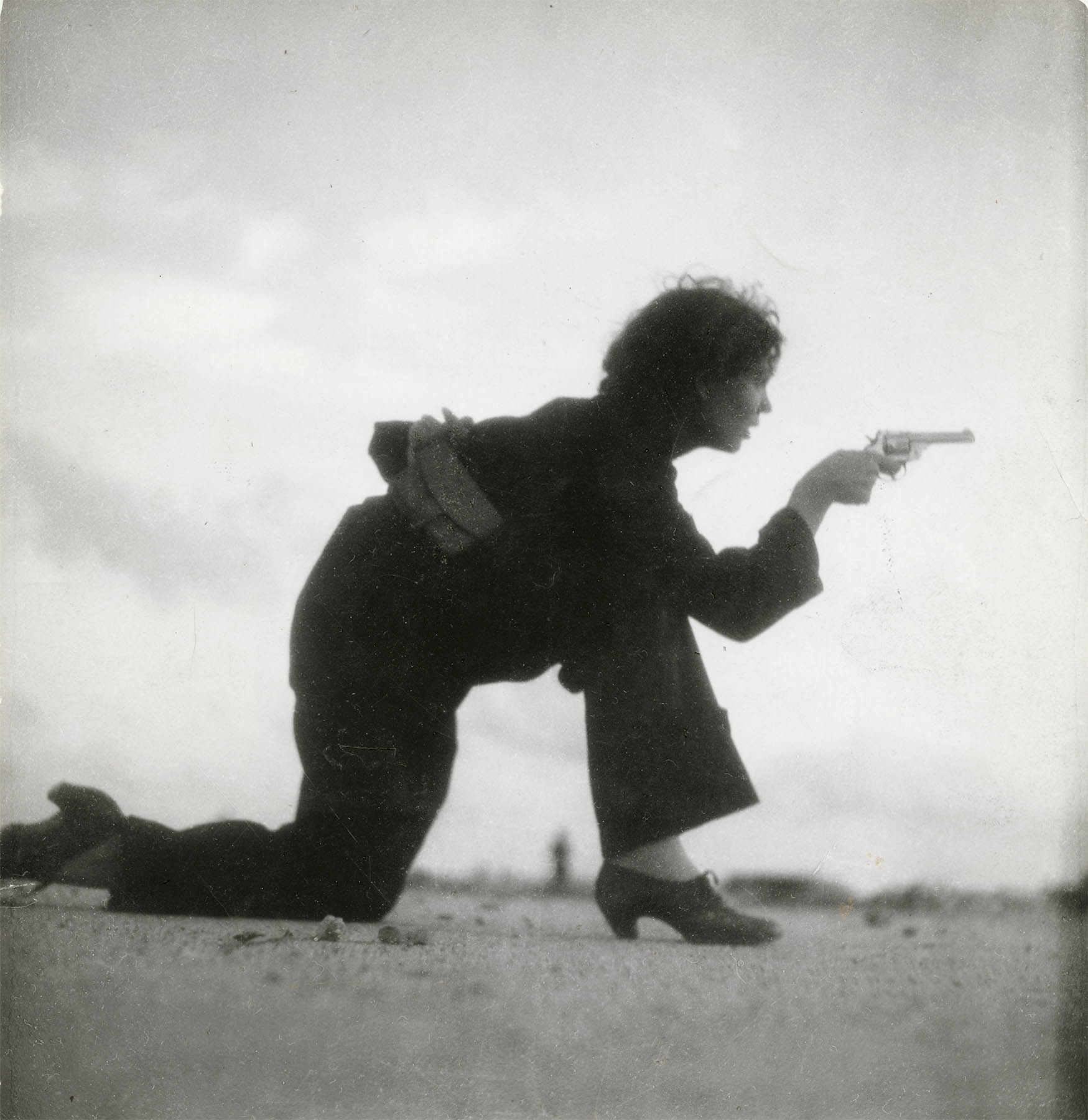
Soldate républicaine à Barcelone (1936) de Gerda Taro, publiée pour la première fois dans Vu, au début de la guerre d'Espagne.

Avec un discours sans ambiguïté contre le danger Hitler, le magazine Vu a été le premier magazine français à parler et montrer des Camps de concentration nazis (Dachau et Oranienbourg) dans son numéro du 3 mai 1933 ; la photographe n'est autre que la fille de Vogel, Marie-Claude Vogel, future épouse de Paul Vaillant-Couturier, rédacteur en chef de l'Humanité, qui sera déportée politique à Auschwitz et témoignera au procès de Nuremberg,. Vu bataillera contre fascisme et nazisme dans un inlassable effort de mise en garde pendant toute la durée des années 1930.
À la veille du conflit mondial, Lucien Vogel est licencié à la suite du désaccord des actionnaires au sujet de l'orientation du journal favorable à la cause républicaine espagnole. Le magazine ne s'en remettra pas.
Vu fera école : en France d'abord avec Regards, Le Miroir du monde, Photomonde, Voici, Voilà, Paris-Écran, Les Illustrés de France puis Match, et enfin aux États-Unis avec Life (refonte de 1936) et Look (1937)...

## Exposition
- 2 novembre 2006 - 27 février 2007 : Regarder "Vu" : un magazine photographique 1928-1940, Maison européenne de la photographie, Paris[5].